# Acción Directa
Este artículo es sobre el grupo radical francés. Para información sobre la teoría política de la acción directa, ver Acción directa.
Acción Directa (en francés, Action Directe) fue un grupo armado francés de extrema izquierda que actuó en Francia durante los años 80 del siglo XX. La guerrilla actuó desde la lucha antifranquista y el movimiento autonómico, llevando a cabo atentados violentos en Francia entre 1979 y 1987. Los miembros de Acción Directa se consideraban comunistas libertarios que habían formado una "organización de guerrilla urbana". El gobierno francés prohibió el grupo. Durante su existencia, los miembros de AD asesinaron a 12 personas e hirieron a otras 26. Se asoció en varios momentos con las Brigadas Rojas (Italia), la Fracción del Ejército Rojo (Alemania Occidental), la Prima Línea de (Italia), Núcleos Armados para la Autonomía Popular (Francia), Cellules Communistes combattantes, Facciones Revolucionarias Armadas Libanesas, Ejército Irlandés de Liberación Nacional y Grupos de Resistencia Antifascista Primero de Octubre (España).
Desde la detención de sus principales dirigentes el 21 de febrero de 1987 este grupo está casi totalmente inactivo.

## Historia

### Nacimiento e influencias
Acción Directa es el resultado de la fusión de los miembros de los GARI (Grupos de Acción Revolucionaria Internacionalista), los NAPAP (Núcleos Armados para la Autonomía Popular) y las Brigadas Internacionales Estos tres grupos pertenecen a la misma familia de pensamiento que la Izquierda Proletaria (GP), movimiento maoísta disuelto en 1974, que defendía el uso de la violencia como arma política. Los GARI fueron fundados en 1973 por anarquistas antifranquistas españoles exiliados en Francia, que se volcaron a la lucha armada al año siguiente, tras la condena a muerte y ejecución del anarquista catalán Salvador Puig. A este grupo pertenecían Jean-Marc Rouillan, Michel Camilleri, Mario Ines-Torres, Floréal Cuadrado, Raymond Delgado.
Los NAPAP, de donde proviene Pascal Trillat, forman otro movimiento anarquista, liderado por Frédéric Oriach; este grupo se dio a conocer en 1977 al reivindicarse en particular por el asesinato de Jean-Antoine Tramoni, ex vigilante de la fábrica Renault que cinco años antes había matado al militante maoísta Pierre Overney. En 1976-1977, las Brigadas Internacionales organizaron varios ataques contra diplomáticos extranjeros estacionados en París. Estas tres organizaciones siguieron un camino ideológico similar. Tienen en común el uso de atentados con bombas, ametrallamiento de edificios públicos y sedes de empresas, los llamados asesinatos políticos y atentados bancarios como medio de financiación. Cooperan con otros grupos armados europeos (italianos, españoles, alemanes) y palestinos. Se brindan apoyo logístico mutuo. Su acercamiento condujo en 1977 a la creación de una “coordinación político-militar interna del movimiento autónomo en Francia”.
Esta coordinación se transformó en 1979 en una “organización guerrillera” que comenzó a hacer valer sus ataques bajo el nombre de Acción Directa, expresión tomada del anarcosindicalismo de principios del siglo XX, pero con la que se ha desarrollado la práctica de la Acción Directa. nada que ver con 15 Rouillan explica que este nombre fue elegido durante una reunión en la que participaron Nathalie Ménigon, Mario Ines Torres, Éric Moreau, Régis Schleicher, Gérard Derbesse y él mismo. Para ellos significa "Movimiento por la autonomía del proletariado". Según Rouillan, “como guerrilleros comunistas, nuestro objetivo esencial era (…) despertar la conciencia crítica del proletariado occidental para que, por sus propias fuerzas, rompiera la falsa unidad a la que lo condena el oportunismo”. Los ataques son cometidos por el grupo en nombre de la lucha contra el imperialismo capitalista, contra los símbolos del poder estatal, las grandes empresas y la defensa del proletariado. Para abastecerse de armas y explosivos, realizan hurtos y robos..
Según algunas fuentes, el grupo Acción Directa podría haber sido patrocinado o incluso manipulado por un Estado extranjero para cometer ciertos asesinatos. Esta es la tesis que sostienen los periodistas Romain Icard y Dominique Lorentz18. A menudo se cita el nombre de Irán, que la disputa de Eurodif opuso a Francia. Esta tesis, considerada plausible por Gilles Ménage11 (ex director del gabinete de François Mitterrand a cargo de asuntos de inteligencia, policía y seguridad), se basa en particular en el hecho de que Georges Besse, asesinado por Acción Directa, había sido presidente de Eurodif. El juez Alain Marsaud también indica que en el momento de su detención, los líderes del grupo (Jean-Marc Rouillan, Nathalie Ménigon, Joëlle Aubron y Georges Cipriani) planeaban secuestrar y secuestrar al presidente de Eurodif. Además, el ingeniero general René-Pierre Audran fue responsable de los contratos de armas con Irak, que ha estado en guerra con Irán desde 1980. En julio de 1984, supervisó las negociaciones con Irán sobre la venta de armas; sin embargo, esto fue abruptamente interrumpido por el gobierno francés en septiembre (Charles Villeneuve y Jean-Pierre Péret, Secret History of Terrorism, Plon 1987). Yves Bonnet, exdirector del DST, dice estar convencido de que Direct Action fue patrocinado para ciertos asesinatos; se basa en particular en la proximidad de Mohand Hamami, un activista del grupo, con la Fracción Armada Revolucionaria Libanesa (FARL).

### Nace Acción Directa
Fue fundado en 1977 a partir de la unión de los Grupos de Acción Revolucionaria Internacionalista (GARI) y los Núcleos Armados para la Autonomía Popular (NAPAP) ("Núcleos Armados para la Autonomía Popular"), con el objeto de conseguir la "coordinación político-militar del movimiento autónomo".  
La primera manifestación "ideológica" violenta del grupo data del 1 de mayo de 1979: es el bombardeo de la fachada de la sede del Consejo Nacional de los Empleadores Franceses (CNPF), avenida Pierre-Ier-de-Serbie en París. El comando está formado por André Olivier, Maxime Frérot, Ménigon y Rouillan. En 1979 se transformó en una organización de guerrilla urbana y ejecutó ataques bajo la bandera del antiimperialismo y la defensa del proletariado. El grupo fue prohibido por el gobierno francés en agosto de 1982. En 1984 se alió a la Fracción del Ejército Rojo alemana, bajo la estrategia de "unión de los revolucionarios de Europa del Oeste".
El 25 de mayo se cometió un atentado explosivo contra una agencia inmobiliaria en Sceaux; es reivindicada por primera vez por el grupo Acción Directa. Sin embargo, tras el ametrallamiento de la CNPF, Rouillan sitúa la primera "ofensiva" de Acción Directa los días 15 y 16 de septiembre, con tres bombas depositadas en el Ministerio de Trabajo, el Ministerio de Salud y la dirección de SONACOTRA, así como un ametrallamiento del Ministerio de Trabajo. El 16 de marzo de 1980, un ataque tuvo como objetivo las instalaciones supuestamente secretas de la DST (Direction de la Surveillance du territoire) rue Rembrandt en París. El 18 de marzo de 1980 fue ametrallada la fachada del Ministerio de Cooperación, boulevard des Invalides. El ministro Robert Galley acaba de salir de su despacho, que es alcanzado por varios balazos. Panfletos firmados por Acción Directa denunciando el “estado esclavista” fueron abandonados en el acto.
El grupo fue la expresión en Francia de una corriente autodefinida como marxista que afirmaba que la acción armada era un medio legítimo de combatir un régimen considerado opresivo. Durante los llamados "años de plomo", numerosos grupos retomaron las ideas anarquistas de la propaganda por los hechos. Entre estos estaban:
- La Fracción del Ejército Rojo (banda Baader-Meinhof) en la República Federal Alemana
- Las Brigadas Rojas (Brigate Rosse) en Italia
- El Ejército Rojo Japonés (o Nihon Sekigun)
- La Organización Revolucionaria 17 de Noviembre (o N17) en Grecia
- La Weather Underground en Estados Unidos
- Las Cellules Communistes combattantes en Bélgica

## Comando Elisabeth Van Dyck
El Comando Elisabeth Van Dyck era una rama de Acción Directa que asesinó al general del ejército francés René Audran, el 25 de enero de 1985. Era el director de Asuntos Internacionales (DAI) en la Delegación General de Armamento (DGA ). El equipo fue nombrado para conmemorar a la miembro de la Facción del Ejército Rojo Elisabeth Van Dyck.
Elisabeth Van Dyck Commando recibió originalmente el nombre de una miembro de la RAF (Facción del Ejército Rojo) de segunda generación, Elisabeth von Dyck. Este comando se creó como una extensión combinada de Action Directe (AD) y Facción del Ejército Rojo (RAF).   El AD parecía ocuparse del lado organizativo de este comando, por lo que nombrarlo en honor a un miembro conmemorativo de la RAF tiene sentido si buscaban al menos públicamente tener un frente unificado. Tanto la RAF como la AD perseguían activamente su objetivo compartido de autonomía política dentro de sus países de origen, respectivamente, con la RAF con sede en Alemania y AD con sede en Francia. Sin embargo, el objetivo de autonomía política de estos grupos no se detuvo en sus propios países y, a menudo, lucharon contra los gobiernos de sus propios países en la búsqueda de la autonomía política, o la libertad política, para la clase trabajadora del mundo.
Este comando solo tuvo un ataque reclamado, el asesinato del general del ejército francés René Audran el 25 de enero de 1985. En el momento de su muerte, Audran era un funcionario de alto nivel en el Ministerio de Defensa francés, específicamente en el Cuerpo de Armamento. El Comando Elisabeth van Dyck se atribuyó el asesinato a través de una carta. En la carta, los miembros explicaron que habían matado a Audran porque era el jefe de ventas de armas en el extranjero de Francia y creían que su "función militar y económica está en el corazón del proyecto imperialista estratégico". El "proyecto" al que se hace referencia es lo que la AD y la RAF creían que era el objetivo de la OTAN y los países europeos que los apoyaban de homogeneizar el mundo en una cultura capitalista, y que a medida que avanzaban en este objetivo ampliaría la brecha en el poder. y dinero entre la clase alta y la clase trabajadora.
Casi dos décadas después, Nathalie Ménigon fue liberada de prisión de Seysses, Toulouse, después de ser puesta en libertad condicional el 2 de agosto de 2008. Ménigon fue condenada a cadena perpetua en 1989 y 1994 por su participación en el homicidio de René Audran y el ejecutivo de Renault George Besse.

## Atentados
Action Directe fue responsable de más de 50 ataques, como el asalto con ametralladoras al edificio de la Federación de empresarios el 1 de mayo de 1979, además de ataques a edificios gubernamentales, militares, compañías en complejos industrial-militares e incluso al estado de Israel. También llevaron a cabo robos o "expropiaciones proletarias" y asesinatos, entre ellos el del ingeniero René Audran en 1985 y el de Georges Besse, presidente de la empresa Renault en 1986.
El último ataque adjudicado por el grupo ocurrió el 7 de octubre de 1989, cuando en una llamada a un diario francés se atribuyó el asesinato del exgobernador militar de París Jean Favreau, muerto a tiros cuando intentaban robar el coche donde se transportaba.

## Miembros notables
El 21 de febrero de 1987 los principales miembros de Action Directe, Jean-Marc Rouillan, Nathalie Ménigon, Joëlle Aubron y Georges Cipriani, fueron arrestados y más tarde condenados a cadena perpetua. Régis Schleicher había sido arrestado ya en 1984. Joëlle Aubron fue liberada en 2004 por motivos de salud y murió poco después. A Jean-Marc Rouillan se le concedió libertad condicional en 2007. Nathalie Ménigon fue puesta en libertad el 2 de agosto de 2008, aquejada de enfermedad coronaria, tras 21 años en la cárcel. El 1 de abril de ese año los juzgados de París acordaron la semi-libertad para Cipriani.

## Arrestos
En diciembre de 1981, un miembro de Acción Directa, Lahouari Benchellal, apodado "Farid", fue arrestado por falsificar cheques de viajero, que eran una importante fuente de ingresos para la organización, en Helsinki, Finlandia. Se ahorcó mientras estaba bajo la custodia del Servicio de Inteligencia de Seguridad de Finlandia en enero de 1982. El grupo no creía que Benchellal se suicidara, y nombraron un célula de acción en su honor.
Hay una campaña en curso por parte de algunos sectores de la izquierda francesa para que los miembros de Action Directe aún encarcelados, que se consideran prisioneros políticos. En diciembre de 2007, a Jean-Marc Rouillan se le permitió un estado de "semilibertad", pudiendo salir de prisión por períodos prolongados. En septiembre de 2008, un tribunal parisino pidió la revocación de este estatuto después de que declarara en una entrevista con L'Express que "Sigo convencido de que la lucha armada es necesaria en ciertos momentos del proceso revolucionario".

### Legado
Una escalada deportiva en Frankenjura, Alemania, se llama Action Directe en honor al grupo.